# NGC 202
NGC 202 ist eine linsenförmige Galaxie vom Hubble-Typ S0/a im Sternbild Fische auf der Ekliptik. Sie ist schätzungsweise 183 Millionen Lichtjahre von der Milchstraße entfernt und hat einen Durchmesser von etwa 50.000 Lichtjahren. 

Im selben Himmelsareal befinden sich u. a. die Galaxien NGC 193, NGC 199, NGC 203, NGC 204.
Das Objekt wurde am 17. November 1876 von dem französischen Astronomen Édouard Stephan entdeckt.